# 2020–2021-es holland labdarúgókupa
A holland kupa ezen szezonja lesz a labdarúgókupa 103. szezonja. Ezt a sorozatot is a Holland labdarúgó-szövetség rendezi meg.
Összesen 8 fordulóból állt az idei kupasorozat is. De ebből a 8 fordulóból az első kettő selejtezőkör volt. Az első selejtezőkör legmagasabban rangsorolt csapatai a 4. ligából voltak, a második selejtezőkörben pedig csatlakoztak a 3. liga csapatai is, bár nem az összes. Az első fordulóban pedig már az első és második liga csapatai is csatlakoztak. Az első selejtezőkört augusztus 29-én rendezték meg, a döntőt pedig április 18-án fogják megrendezni, szokásoknak megfelelően most is a rotterdami De Kuip stadionban.
Az idei kupaszezonban sok mérkőzés elmaradt. Még úgy kezdték a kupát, hogy minden csapat – profi és amatőr – engedélyt kapott a részvételre. Viszont ősszel Hollandiában is romlott a helyzet a koronavírus-járvány miatt, így a kormány döntése alapján október közepétől beszüntették az amatőr labdarúgást Hollandiában. Csupán a profi labdarúgás – első és második osztály – folytatódhatott de ott is minden mérkőzés zárt kapuk mögött. Így a kupában az első fordulóba bejutó amatőr csapatok már nem léphettek pályára. Így sok profi csapat, melyek amatőr ellenfelet kaptak volna, mérkőzés nélkül jutottak tovább. Ugyanezen ok miatt a második fordulóban sem lépett pályára minden csapat, mivel amatőr ellenfelet kaptak volna. 
Az európai kupákban (BL és EL) főtáblára jutó csapatok ebben a szezonban is csak decemberben, a második fordulóban csatlakoztak a kupához. Ez a négy csapat pedig a Bajnokok Ligájába bejutó AFC Ajax és az Európa Ligába bejutó PSV Eindhoven, Feyenoord és AZ Alkmaar. A Feyenoord és az AZ Alkmaar csapatai annak következtében, hogy a második fordulóban amatőr ellenfelet kaptak volna, csak a harmadik fordulóban csatlakoztak a kupához. 
Az idei sorozatban sem vehetett részt az Eerste Divisiebeli 4 Jong-csapat (Jong Ajax, Jong PSV, Jong AZ és Jong Utrecht).

## Fordulók dátumai
| Fordulók             | Dátumok                        |
| -------------------- | ------------------------------ |
| Első selejtezőkör    | 2020. augusztus 29. és 30.     |
| Második selejtezőkör | 2020. október 6., 7. és 13.    |
| Első forduló         | 2020. október 26., 27. és 28.  |
| Második forduló      | 2020. december 15., 16. és 17. |
| Nyolcaddöntő         | 2021. január 19., 20. és 21.   |
| Negyeddöntő          | 2021. február 9., 10. és 17.   |
| Elődöntő             | 2021. március 2. és 3.         |
| Döntő                | 2021. április 18.              |

## Részt vevő csapatok
| Bajnokságok        | Klubcsapatok     | Klubcsapatok    | Klubcsapatok     | Klubcsapatok      |
| ------------------ | ---------------- | --------------- | ---------------- | ----------------- |
| Eredivisie (1)     | ADO Den Haag     | AFC Ajax        | AZ Alkmaar       | FC Emmen          |
| Eredivisie (1)     | Feyenoord        | Fortuna Sittard | FC Groningen     | Heerenveen        |
| Eredivisie (1)     | Heracles Almelo  | PEC Zwolle      | PSV Eindhoven    | RKC Waalwijk      |
| Eredivisie (1)     | Sparta Rotterdam | FC Twente       | FC Utrecht       | Vitesse           |
| Eredivisie (1)     | VVV-Venlo        | Willem          |                  |                   |
| Eerste divisie (2) | FC Dordrecht     | Almere City     | Excelsior        | NAC Breda         |
| Eerste divisie (2) | De Graafschap    | SC Cambuur      | Helmond Sport    | MVV Maastricht    |
| Eerste divisie (2) | FC Den Bosch     | Telstar         | Go Ahead Eagles  | Roda Kerkrade     |
| Eerste divisie (2) | NEC Nijmegen     | FC Eindhoven    | TOP Oss          | FC Volendam       |
| Tweede divisie (3) | VV Noordwijk     | Quick Boys      | De Treffers      | Kozakken Boys     |
| Tweede divisie (3) | HHC Hardenberg   | SV Spakenburg   | Koninklijke HFC  | Excelsior         |
| Tweede divisie (3) | ASWH             | GVVV            | AFC              | Rijnsburgse Boys  |
| Tweede divisie (3) | SVV Scheveningen | SV TEC          | IJsselmeervogels | VV Katwijk        |
| Derde divisie (4)  | DVS '33          | VVOG            | HSV Hoek         | Harkemase Boys    |
| Derde divisie (4)  | Ter Leede        | BVV Barendrecht | VV Goes          | ACV               |
| Derde divisie (4)  | SteDoCo          | HVV Hollandia   | Oss'20           | VV Staphorst      |
| Derde divisie (4)  | Excelsior'31     | FC Lisse        | RKVV Westlandia  | VV Hoogland       |
| Derde divisie (4)  | Sparta Nijkerk   | VV Dongen       | JOS              | RKVV Dem          |
| Derde divisie (4)  | OFC Oostzaan     | USV Hercules    | RKVV EVV         | Sportlust'46      |
| Derde divisie (4)  | VV UNA           | VV Gemert       | ADO'20           | Odin'59           |
| Derde divisie (4)  | VV Dovo          | VVSB            | Groene Ster      | Ajax (amatőr)     |
| Derde divisie (4)  | HSC'21           | GVV Unitas      | Blauw Geel'38    | Quick             |
| Hoofdklasse (5)    | VV Capelle       | FC Rijnvogels   | Dunod D          | AWC               |
| Hoofdklasse (5)    | VV Hoogeveen     | VV Scherpenzeel | Achilles Veen    | VV Buitenpost     |
| Hoofdklasse (5)    | Flevo Boys       |                 |                  |                   |
| Eerste Klasse (6)  | DOS Kampen       | DTS '35 Ede     | Roda '46         | VV Sliedrecht     |
| Eerste Klasse (6)  | AFC              | VV Hoogezand    | RKVV Erp         | RKVV Best Vooruit |
| Eerste Klasse (6)  | SV Den Hoorn     | SC Susteren     | SV Venray        |                   |
| Tweede Klasse (7)  | Cluzona          | SVC'08          | NWC              |                   |
| Derde Klasse (8)   | DWOW             |                 |                  |                   |

| Szín | Eredmény             |
| ---- | -------------------- |
|      | Kupagyőztes          |
|      | Ezüstérmes           |
|      | Elődöntő             |
|      | Negyeddöntő          |
|      | Nyolcaddöntő         |
|      | Második forduló      |
|      | Első forduló         |
|      | Második selejtezőkör |
|      | Első selejtezőkör    |
|      | Nem juthattak tovább |

## Selejtezők

### Első selejtezőkör
A selejtező első körében összesen 60 amatőr csapat szerepelt. A két profi bajnokság csapatain kívül nem vettek részt a 3. osztály csapatai sem. Minden más csapat igen.
A selejtezőkör mérkőzéseit augusztus 29-én és 30-án játszották le.
| 1. csapat           | Eredmény              | 2. csapat               |
| ------------------- | --------------------- | ----------------------- |
| Augusztus 29.       |                       |                         |
| VV Capelle (5)      | 4 – 0                 | VV Hoogland (4)         |
| Cluzona (7)         | 0 – 4                 | Sparta Nijkerk (4)      |
| DVS '33 (4)         | 3 – 1                 | VV Dongen (4)           |
| FC Rijnvogels (5)   | 1 – 1 (h.u.) (4−2 b.) | JOS Watergraafsmeer (4) |
| VVOG (4)            | 0 – 2 (h.u.)          | RKVV DEM (4)            |
| HSV Hoek (4)        | 1 – 3                 | OFC Oostzaan (4)        |
| Harkemase Boys (4)  | 6 – 0                 | USV Hercules (4)        |
| Ter Leede (4)       | 6 – 2                 | VV Hoogezand (6)        |
| DOS Kampen (6)      | 0 – 0 (h.u.) (5−4 b.) | RKVV EVV (4)            |
| BVV Barendrecht (4) | 5 – 0                 | RKVV Erp (6)            |
| VV Goes (4)         | 1 – 0 (h.u.)          | Sportlust '46 (4)       |
| DWOW (8)            | 2 – 5                 | VV Buitenpost (5)       |
| DTS'35 Ede (6)      | 4 – 0                 | RKVV Best Vooruit (6)   |
| DUNO D (5)          | 1 – 3                 | VV UNA (4)              |
| ACV (4)             | 0 – 2 (h.u.)          | VV Gemert (4)           |
| Roda'46 (6)         | 1 – 1 (h.u.) (4−3 b.) | ADO'20 (4)              |
| AWC (5)             | 3 – 4 (h.u.)          | ODIN'59 (4)             |
| VV Hoogeveen (5)    | 2 – 2 (h.u.) (1−4 b.) | VV Dovo (4)             |
| SteDoCo (4)         | 10 – 0                | SV Den Hoorn (6)        |
| HVV Hollandia (4)   | 0 – 0 (h.u.) (1−3 b.) | Flevo Boys (5)          |
| VV Sliedrecht (6)   | 2 – 2 (h.u.) (4−3 b.) | VVSB (4)                |
| VV Scherpenzeel (5) | 2 – 3                 | Groene Ster (4)         |
| Oss '20 (4)         | 5 – 2                 | Ajax (amatőr) (4)       |
| VV Staphorst (4)    | 2 – 0                 | HSC'21 (4)              |
| Excelsior '31 (4)   | 3 – 0                 | SC Susteren (6)         |
| AFC (6)             | 1 – 2                 | GVV Unitas (4)          |
| FC Lisse (4)        | 3 – 0                 | Blauw Geel'38 (4)       |
| Achilles Veen (5)   | 5 – 0                 | NWC (7)                 |
| SVC'08 (7)          | 1 – 5                 | Quick (4)               |
| Augusztus 30.       |                       |                         |
| RKVV Westlandia (4) | 4 – 1                 | SV Venray (6)           |

### Második selejtezőkör
Ezen selejtezőkörben összesen 40 csapat vett részt. Az előző körből való továbbjutók mellé csatlakozott még 12 csapat a harmadik ligából is. Összesen 4 harmadik ligában szereplő csapatnak – SVV Scheveningen, SV TEC, IJsselmeervogels és VV Katwijk – nem kellett részt vennie a selejtezőben a sorsolás alapján.
A selejtezőkör mérkőzéseit október 6-án, 7-én és 13-án játszották le.
| 1. csapat               | Eredmény                | 2. csapat            |
| ----------------------- | ----------------------- | -------------------- |
| Október 6.              |                         |                      |
| VV Buitenpost (5)       | 1 – 1 (h.u.) (5−6 b.)   | VV Capelle (5)       |
| FC Lisse (4)            | 0 – 3                   | SteDoCo (4)          |
| VV DOVO (4)             | 0 – 1                   | DVS'33 (4)           |
| VV Noordwijk (3)        | 2 – 3 (h.u.)            | VV Sliedrecht (6)    |
| VV Staphorst (4)        | 5 – 2                   | ASWH (3)             |
| De Treffers (3)         | 1 – 2 (h.u.)            | BVV Barendrecht (4)  |
| VV GOES (4)             | 1 – 1 (h.u.) (15−16 b.) | ODIN '59 (4)         |
| HHC Hardenberg (3)      | 3 – 2 (h.u.)            | GVVV (3)             |
| SV Spakenburg (3)       | 0 – 1                   | AFC (3)              |
| Excelsior Maassluis (3) | 4 – 1                   | Ter Leede (4)        |
| Harkemase Boys (4)      | 5 – 2                   | Flevo Boys (5)       |
| Sparta Nijkerk (4)      | 2 – 3                   | Rijnsburgse Boys (3) |
| Október 7.              |                         |                      |
| OFC Oostzaan (4)        | 7 – 1                   | DOS Kampen (6)       |
| FC Rijnvogels (5)       | 2 – 4                   | VV UNA (4)           |
| Kozakken Boys (3)       | 1 – 0                   | RKVV DEM (4)         |
| Achilles Veen (5)       | 2 – 0                   | VV Gemert (4)        |
| Koninklijke HFC (3)     | 0 – 1                   | Oss'20 (4)           |
| DTS '35 Ede (6)         | 3 – 1 (h.u.)            | GVV Unitas (4)       |
| Excelsior '31 (4)       | 2 – 3 (h.u.)            | Groene Ster (4)      |
| Október 13.             |                         |                      |
| Quick Boys (3)          | 5 – 0                   | Roda'46 (6)          |

## Első forduló
A kupa első fordulójában már minden osztály bekapcsolódott.  Csupán az a 4 profi csapat – AFC Ajax, PSV Eindhoven, Feyenoord és AZ Alkmaar – nem vett még részt az első fordulóban akik a nemzetközi kupákban is részt vettek.
Eredetileg 56 csapat vett volna részt ebben a fordulóban és 28 mérkőzést játszottak volna le. Viszont a kormány október közepén a koronavírus-járvány miatt beszüntette az amatőr labdarúgást és így egy amatőr csapat sem vehetett már részt ebben a fordulóban sem. Így összesen csupán 11 mérkőzést játszottak le. Azon összecsapásokat amelyeken mindkét fél profi csapat volt.
Összesen 8 profi csapat mérkőzés nélkül jutott tovább a következő fordulóba, mivel ellenfelük egy amatőr gárda lett volna. 
A forduló mérkőzéseit október 26-án, 27-én és 28-án játszották le.
| 1. csapat                             | Eredmény              | 2. csapat               |
| ------------------------------------- | --------------------- | ----------------------- |
| Október 26.                           |                       |                         |
| Excelsior (2)                         | 4 – 0                 | Helmond Sport (2)       |
| Go Ahead Eagles (2)                   | 6 – 0                 | NAC Breda (2)           |
| Október 27.                           |                       |                         |
| Twente Enschede (1)                   | 1 – 3                 | De Graafschap (2)       |
| VVV-Venlo (1)                         | 4 – 2                 | FC Den Bosch (2)        |
| SC Heerenveen (1)                     | 3 – 1                 | TOP Oss (2)             |
| FC Dordrecht (2)                      | 2 – 4                 | FC Utrecht (1)          |
| Október 28.                           |                       |                         |
| ADO Den Haag (1)                      | 1 – 1 (h.u.) (4−3 b.) | Sparta Rotterdam (1)    |
| FC Emmen (1)                          | 2 – 0                 | FC Eindhoven (2)        |
| Heracles Almelo (1)                   | 3 – 0                 | Telstar (2)             |
| RKC Waalwijk (1)                      | 2 – 2 (h.u.) (3−5 b.) | SC Cambuur (2)          |
| Roda Kerkrade (2)                     | 0 – 2                 | Fortuna Sittard (1)     |
| Mérkőzések melyeket nem játszottak le |                       |                         |
| SVV Scheveningen (3)                  | törölve               | Almere City FC (2)      |
| OFC Oostzaan (4)                      | törölve               | MVV Maastricht (2)      |
| ODIN '59 (4)                          | törölve               | FC Volendam (2)         |
| VV Staphorst (4)                      | törölve               | PEC Zwolle (1)          |
| Quick (4)                             | törölve               | NEC Nijmegen (2)        |
| DVS '33 (4)                           | törölve               | Willem Tilburg (1)      |
| HHC Hardenberg (3)                    | törölve               | Vitesse Arnhem (1)      |
| SV TEC (3)                            | törölve               | FC Groningen (1)        |
| Rijnsburgse Boys (3)                  | törölve               | Excelsior Maassluis (3) |
| BVV Barendrecht (4)                   | törölve               | Achilles Veen (5)       |
| DTS '35 Ede (6)                       | törölve               | Quick Boys (3)          |
| VV Sliedrecht (6)                     | törölve               | IJsselmeervogels (3)    |
| VV Capelle (5)                        | törölve               | AFC (3)                 |
| Kozakken Boys (3)                     | törölve               | Harkemase Boys (4)      |
| Oss '20 (4)                           | törölve               | VV Katwijk (3)          |
| RKVV Westlandia (4)                   | törölve               | SteDoCo (4)             |
| VV UNA (4)                            | törölve               | RKSV Groene Ster (4)    |

## Második forduló
Ebben a fordulóban már csatlakoztak a mezőnyhöz az AFC Ajax és a PSV Eindhoven csapatai is. Csatlakozott volna már az AZ Alkmaar és a Feyenoord is, viszont ők olyan ágon voltak, hogy ellenfelük amatőr csapat lett volna így nem kellett pályára lépniük.
Csupán 7 mérkőzést rendeztek meg ezen fordulóban. Azon csapatoknak akik olyan ágon voltak, hogy amatőr ellenfelet kaptak volna, nem kellett mérkőzést játszaniuk ebben a fordulóban. Így összesen 9 csapat mérkőzés nélkül jutott tovább. 
Semmilyen nagy meglepetés nem született ezen fordulóban.
A forduló mérkőzéseit december 15-én, 16-án és 17-én játszották le.
| 1. csapat          | Eredmény | 2. csapat           |
| ------------------ | -------- | ------------------- |
| December 15.       |          |                     |
| Excelsior (2)      | 2 – 0    | PEC Zwolle (1)      |
| FC Emmen (1)       | 2 – 1    | FC Groningen (1)    |
| December 16.       |          |                     |
| Almere City FC (2) | 1 – 4    | VVV-Venlo (1)       |
| De Graafschap (2)  | 1 – 2    | PSV Eindhoven (1)   |
| AFC Ajax (1)       | 5 – 4    | FC Utrecht (1)      |
| December 17.       |          |                     |
| SC Cambuur (2)     | 1 – 2    | Go Ahead Eagles (2) |
| Willem Tilburg (1) | 0 – 2    | Vitesse Arnhem (1)  |

## Nyolcaddöntő
A főtáblán ez volt az első forduló, ahol az előző fordulóból továbbjutó csapatok közül mindegyik pályára lépett már. Összesen 16 profi csapat képviseltette magát. Nem született nagy meglepetés és két másodosztályú csapatnak sikerült a továbbjutás. 
A nyolcaddöntő mérkőzéseit január 19-én, 20-án és 21-én játszották le.
| 1. csapat          | Eredmény              | 2. csapat           |
| ------------------ | --------------------- | ------------------- |
| Január 19.         |                       |                     |
| MVV Maastricht (2) | 2 – 2 (h.u.) (4−5 b.) | Excelsior (2)       |
| Vitesse Arnhem (1) | 2 – 1                 | ADO Den Haag (1)    |
| FC Volendam (2)    | 0 – 2                 | PSV Eindhoven (1)   |
| Január 20.         |                       |                     |
| FC Emmen (1)       | 1 – 2                 | SC Heerenveen (1)   |
| Feyenoord (1)      | 3 – 2                 | Heracles Almelo (1) |
| AZ Alkmaar (1)     | 0 – 1                 | AFC Ajax (1)        |
| Január 21.         |                       |                     |
| NEC Nijmegen (2)   | 3 – 2 (h.u.)          | Fortuna Sittard (1) |
| VVV-Venlo (1)      | 1 – 0                 | Go Ahead Eagles (2) |

## Negyeddöntő
A negyeddöntőben már összejött egy nagy rangadó az AFC Ajax és a PSV Eindhoven között. Ez volt történetük 170. tétmérkőzése egymás ellen, más néven a De Topper. A Feyenoord csapata pedig óriási csatában esett ki az SC Heerenveen csapata ellen. Valamint kiesett mindkét még harcban levő másodosztályú csapat is.
A negyeddöntő mérkőzéseit február 9-én, 10-én és a két elhalasztott mérkőzést 17-én játszották le.
| 2021. február 9. 20ː00 |

| Excelsior (2) | 0 – 1               | Vitesse Arnhem (1)                     |
| ------------- | ------------------- | -------------------------------------- |
|               | (0 - 0) Jegyzőkönyv | Loïs Openda 90+1' Riechedly Bazoer 20' |

| Van Donge & De Roo Stadion, Rotterdam Nézőszám: Zártkapus mérkőzés Játékvezető: Dennis Higler |

| 2021. február 10. 20ː00 |

| AFC Ajax (1)                                                                        | 2 – 1               | PSV Eindhoven (1)                                                            |
| ----------------------------------------------------------------------------------- | ------------------- | ---------------------------------------------------------------------------- |
| Sébastien Haller 19' 24' Nicolás Tagliafico 63' Devyne Rensch 64' Edson Álvarez 89' | (2 - 0) Jegyzőkönyv | Jurriën Timber 58' (öngól) Jordan Teze 26' Eran Zahavi 82' Donyell Malen 89' |

| Johan Cruijff Arena , Amszterdam Nézőszám: Zártkapus mérkőzés Játékvezető: Serdar Gözübüyük |

| 2021. február 17. 16ː30 |

| NEC Nijmegen (2)                                                             | 1 – 2 (h.u.)        | VVV-Venlo (1)                                                                 |
| ---------------------------------------------------------------------------- | ------------------- | ----------------------------------------------------------------------------- |
| Rangelo Janga 57' Javier Vet 81' Souffian el Karouani 116' Cas Odenthal 119' | (0 - 1) Jegyzőkönyv | Jórgosz Jakumákisz 23' Meritan Shabani 105' Arjan Swinkels 59' Roy Gelmi 103' |

| Erve Asito , Nijmegen Nézőszám: Zártkapus mérkőzés Játékvezető: Bas Nijhuis |

| 2021. február 17. 18ː45 |

| SC Heerenveen (1)                                                       | 4 – 3               | Feyenoord (1) |
| ----------------------------------------------------------------------- | ------------------- | --- |
| Rami Kaib 15' Benjamin Nygren 81' Siem de Jong 86' 88' Joey Veerman 60' | (1 - 0) Jegyzőkönyv | Bryan Linssen 47' Steven Berghuis 57' Lutsharel Geertruida 61' Steven Berghuis 27' Bryan Linssen 65' Steven Berghuis 66′ Ridgeciano Haps 82' Leroy Fer 84' |

| Abe Lenstra Stadion, Heerenveen Nézőszám: Zártkapus mérkőzés Játékvezető: [[ ]] |

## Elődöntő
Az elődöntő mérkőzéseit március 2-án és 3-án játszották le. Egyik mérkőzésen sem született meglepetés, az esélyesebb csapatok jutottak a döntőbe. 
| 2021. március 2. 21ː00 |

| Vitesse Arnhem (1)                        | 2 – 0               | VVV-Venlo (1)          |
| ----------------------------------------- | ------------------- | ---------------------- |
| Armando Broja 75' Oussama Tannane 84' 63' | (0 - 0) Jegyzőkönyv | Jórgosz Jakumákisz 26' |

| GelreDome , Arnhem Nézőszám: Zártkapus mérkőzés Játékvezető: Allard Lindhout |

| 2021. március 3. 21ː00 |

| SC Heerenveen (1) | 0 – 3               | AFC Ajax (1)                                                 |
| ----------------- | ------------------- | ------------------------------------------------------------ |
|                   | (0 - 1) Jegyzőkönyv | Davy Klaassen 19' Dusan Tadic 63' (11-esből) David Neres 77' |

| Abe Lenstra Stadion, Heerenveen Nézőszám: Zártkapus mérkőzés Játékvezető: Bas Nijhuis |

## Döntő
| 2021. április 18. 18ː00 |

| Vitesse Arnhem (1)                                                                                               | 1 – 2               | AFC Ajax (1)                                                    |
| --- | ------------------- | --------------------------------------------------------------- |
| Loïs Openda 30' Oussama Tannane 63' Idrissa Touré 72' Maximilian Wittek 74' Jacob Rasmussen 86′ Matúš Bero 90+3' | (1 - 1) Jegyzőkönyv | Ryan Gravenberch 75' David Neres 90+1' Nicolás Tagliafico 90+5' |

| De Kuip , Rotterdam Nézőszám: Zártkapus mérkőzés Játékvezető: Björn Kuipers |

| Vitesse | Ajax |

| Vitesse Arnhem: |    |                   |         |
|                 |    |                   |         |
| GK              | 22 | Remko Pasveer     |         |
| RB              | 02 | Eli Dasa          | 46'     |
| CB              | 03 | Danilho Doekhi    |         |
| CB              | 10 | Riechedly Bazoer  |         |
| CB              | 06 | Jacob Rasmussen   | 86′     |
| LB              | 32 | Maximilian Wittek | 74' 89' |
| RM              | 08 | Sondre Tronstad   |         |
| CM              | 14 | Oussama Tannane   | 63' 89' |
| LM              | 21 | Matúš Bero        | 90+5'   |
| CF              | 07 | Loïs Openda       | 65'     |
| CF              | 11 | Armando Broja     |         |
| Cserék:         |    |                   |         |
| MF              | 16 | Alois Oroz        | 46'     |
| MF              | 27 | Idrissa Touré     | 65'     |
| MF              | 18 | Tomáš Hájek       | 89'     |
| MF              | 9  | Oussama Darfalou  | 89'     |
| Edző:           |    |                   |         |
| Thomas Letsch   |    |                   |         |

| AFC Ajax:    |    |                      |       |
|              |    |                      |       |
| GK           | 01 | Maarten Stekelenburg |       |
| RB           | 15 | Devyne Rensch        | 75'   |
| CB           | 02 | Jurriën Timber       |       |
| CB           | 21 | Lisandro Martínez    |       |
| LB           | 31 | Nicolás Tagliafico   | 90+5' |
| RM           | 04 | Edson Álvarez        |       |
| CM           | 06 | Davy Klaassen        | 88'   |
| LM           | 08 | Ryan Gravenberch     |       |
| RW           | 39 | Antony               | 87'   |
| CF           | 22 | Sébastien Haller     |       |
| LW           | 10 | Dušan Tadić          |       |
| Cserék:      |    |                      |       |
| CB           | 3  | Perr Schuurs         | 75'   |
| RW           | 7  | David Neres          | 87'   |
| CM           | 18 | Jürgen Ekkelenkamp   | 88'   |
| Edző:        |    |                      |       |
| Erik ten Hag |    |                      |       |

| HOLLAND-KUPA 2020/21      |
| ------------------------- |
| AFC Ajax 20. kupagyőzelem |

## Fordulóként részt vevő csapatok
Ezen táblázat azt mutatja, hogy az idei kupasorozat fordulóiban melyik bajnokságból mennyi csapat szerepelt.
| Bajnokság          | Első selejtező   | Második selejtező | Első forduló | Második forduló | Nyolcaddöntő | Negyeddöntő | Elődöntő    | Döntő       | Győztes   |
| ------------------ | ---------------- | ----------------- | ------------ | --------------- | ------------ | ----------- | ----------- | ----------- | --------- |
| Eredivisie (1)     | nem vettek részt | nem vettek részt  | 014 (25%)    | 09 (64,3%)      | 011 (68,75%) | 06 (75%)    | 04 (100%)   | 02 (100%)   | 01 (100%) |
| Eerste divisie (2) | nem vettek részt | nem vettek részt  | 016 (28,6%)  | 05 (35,7%)      | 05 (31,25%)  | 02 (25%)    | 02 (25%)    | 02 (25%)    |           |
| Tweede divisie (3) | nem vettek részt | 012 (30%)         | 010 (17,8%)  | 010 (17,8%)     | 010 (17,8%)  | 010 (17,8%) | 010 (17,8%) | 010 (17,8%) |           |
| Derde divisie (4)  | 036 (60%)        | 019 (47,5%)       | 012 (21,4%)  | 012 (21,4%)     | 012 (21,4%)  | 012 (21,4%) | 012 (21,4%) | 012 (21,4%) |           |
| Hoofdklasse (5)    | 09 (15%)         | 05 (12,5%)        | 02 (3,6%)    | 02 (3,6%)       | 02 (3,6%)    | 02 (3,6%)   | 02 (3,6%)   | 02 (3,6%)   |           |
| Eerste Klasse (6)  | 011 (18,3%)      | 04 (10%)          | 02 (3,6%)    | 02 (3,6%)       | 02 (3,6%)    | 02 (3,6%)   | 02 (3,6%)   | 02 (3,6%)   |           |
| Tweede Klasse (7)  | 03 (5%)          | 03 (5%)           | 03 (5%)      | 03 (5%)         | 03 (5%)      | 03 (5%)     | 03 (5%)     | 03 (5%)     |           |
| Derde Klasse (8)   | 01 (1,7%)        | 01 (1,7%)         | 01 (1,7%)    | 01 (1,7%)       | 01 (1,7%)    | 01 (1,7%)   | 01 (1,7%)   | 01 (1,7%)   |           |
| CSAPATOK SZÁMA     | 60               | 40                | 56           | 14              | 16           | 8           | 4           | 2           | 1         |

## Góllövőlista
Íme az idei kupasorozat végleges góllövőlistája.
Azon játékosoknál akik idén több csapatban lőttek gólt a kupában a régebbi csapat van dőlt betűvel írva. Viszont idén nem volt ilyen játékos a legtöbb gólt szerzők között.
| POS.          | JÁTÉKOSOK     | CSAPAT        | GÓLOK |
| ------------- | ------------- | ------------- | ----- |
| 1.            | [[ ]]         | [[ ]]         | ?     |
| 2.            | [[ ]]         | [[ ]]         | ?     |
| ?             | ?? játékos    | ?? játékos    | ?     |
| ?             | ?? játékos    | ?? játékos    | ?     |
| ?             | ?? játékos    | ?? játékos    | ?     |
| Öngólok száma | Öngólok száma | Öngólok száma | ?     |
| GÓLOK SZÁMA:  | GÓLOK SZÁMA:  | GÓLOK SZÁMA:  | ???   |
| Mérkőzések:   | Mérkőzések:   | Mérkőzések:   | ???   |
| Gólátlag:     | Gólátlag:     | Gólátlag:     | ???   |

### Egy mérkőzésen legtöbb gólt szerző játékosok
A következő táblázatban a kupa azon játékosai szerepelnek akik ebben a szezonban a főtáblán a legtöbb gólt – legkevesebb 3-at – szerezték egy mérkőzésen.
Hatalmas meglepetésre, az idei kupasorozatban egy játékos sem tudott több gólt szerezni egy mérkőzésen mint kettő. Így a táblázatba egy játékos neve sem került bele.
| #  | Játékos | Csapat | Gólok | Dátum | Forduló | Végeredmény |
| -- | ------- | ------ | ----- | ----- | ------- | ----------- |
| 1. | Senki   |        | 0     |       |         |             |